# Estadio Al-Shaab
El Estadio Al-Shaab (en inglés: Al-Shaab Stadium), en árabe ملعب الشعب (Estadio Popular o Estadio del Pueblo), es un estadio multiusos que se encuentra en la ciudad de Bagdad, Irak. Se usa principalmente para disputar partidos de fútbol. En este estadio juega el Al-Zawraa; también se disputan la mayoría de los partidos de la Selección de fútbol de Irak.

## Historia
Fue construido como un regalo para el gobierno por un hombre de negocios petrolíferos iraquí.
Fue inaugurado el 6 de noviembre de 1966 con el partido entre Irak y el Benfica (1-2). En ese partido participó uno de los mejores jugadores de esa época, el portugués Eusébio. 
Con la Invasión de Irak en 2003 el estadio fue usado por las Fuerzas Armadas de los Estados Unidos como base militar hasta 2007, año en el que se volvió a usar para la práctica de deporte.
El récord de asistencia se produjo en 2007 en un partido entre el Al-Zawraa y el Arbil FC, al que asistieron más de 80.000 personas.